# شكيب بن زوكان
شكيب بن زوكان (7 أغسطس 1986 بمراكش في المغرب - ) هو لاعب كرة قدم مغربي في مركز الوسط. شارك مع منتخب المغرب لكرة القدم. أما مع النوادي، فقد لعب مع أبولون ليماسول وليفسكي صوفيا ونادي الكوكب المراكشي ونادي المغرب الفاسي ونادي حتا.

## وصلات خارجية
- شكيب بن زوكان على موقع الاتحاد الدولي (مؤرشف)  (الإنجليزية)
- شكيب بن زوكان على موقع الاتحاد الأوربي (الإنجليزية)
- شكيب بن زوكان على موقع قاعدة بيانات كرة القدم.إي يو (الإنجليزية)
- شكيب بن زوكان على موقع ناشيونال فوتبول تيمز (الإنجليزية)